# Heinrich Becker (Bibliothekar)
Heinrich Becker (* 25. Mai 1891 in Berlin; † 28. Juli 1971 in Leipzig) war ein deutscher Bibliothekar und von 1946 bis 1960 Leiter des Verlags Bibliographisches Institut in Leipzig.

## Leben
1910 legte der Sohn eines preußischen Staatsbeamten Heinrich Becker in Berlin-Steglitz das Abitur ab und studierte bis 1914 ohne Abschluss Geschichte, Philosophie, Germanistik und Theologie an den Universitäten Berlin und Marburg. Von 1903 bis 1914 war er in der Wandervogelbewegung und der Deutschen Christlichen Studentenvereinigung aktiv. 1914 meldete sich Becker freiwillig und kämpfte als Leutnant im Ersten Weltkrieg. 1916 geriet er in französische Kriegsgefangenschaft, aus der er 1920 entlassen wurde.
Von 1920 bis 1924 war Becker Mitarbeiter der Pädagogischen Abteilung der Deutschen Liga für den Völkerbund und der deutschen Sektion im Weltbund für Erneuerung der Erziehung und Mitarbeiter der Zeitschrift Das Werdende Zeitalter. 1923 trat er in die Sozialdemokratische Partei Deutschlands (SPD) ein. In dieser Zeit stand Becker den Quäkern nahe und arbeitete von 1924 bis 1926 neben seiner Tätigkeit als freier Verleger im Quäker-Verlag in Berlin-Lübars mit. 1925 war er Geschäftsführer der Deutschen Jahresversammlung, der Dachorganisation der deutschen Quäker.
Von 1926 bis 1930 war Becker erst Mitarbeiter dann Geschäftsführer der Deutschen Zentralstelle für volkstümliches Büchereiwesen in Leipzig. Von 1930 bis 1932 war Becker Ministerialrat für Bibliotheks- und Volksschulwesen im Preußischen Ministerium für Wissenschaft, Kunst und Volksbildung. Nach der Machtübernahme der Nationalsozialisten wurde Becker im Februar 1933 entlassen. Bis 1936 hielt er sich im ländlichen Bad Freienwalde (Oder) auf und absolvierte ein Auslandsseminar auf dem Quäker-College Woodbrooke in Großbritannien.
Von 1936 bis 1945 arbeitete Becker als Katalogbearbeiter und Leiter der Verlagsabteilung der Verlagsbuchhandlung Otto Harrassowitz in Leipzig. Im September 1939 brach Becker aus unbekannten Gründen mit den Quäkern und trat 1941 aus der Religiösen Gesellschaft der Freunde (Quäker) aus.
Von Kriegsende bis 1946 war Becker kommissarischer Leiter der Stadtbibliothek und der Städtischen Bücherhallen in Leipzig und Leiter der Abteilung Buch- und Bibliothekswesen im Volksbildungsamt der Stadt. Er wirkte bis 1952 mit an der Liste der auszusondernden NS-Literatur und politisch unerwünschter Literatur aus Ämtern und öffentlichen Bibliotheken.
1946 wurde Becker Mitglied der Sozialistischen Einheitspartei Deutschlands (SED). Von 1946 bis 1960 war er Geschäftsführer, später Leiter des VEB Bibliographisches Institut Leipzig und ab 1956 auch Leiter des VEB Verlag Enzyklopädie. Hier arbeitete er an der Herausgabe neuer Lexika sowie mehrbändiger Goethe-, Schiller- und Lessing-Ausgaben mit.
Von 1946 bis 1960 war Becker zusätzlich stellvertretender Vorsteher und ab 1948, als Nachfolger von Ernst Reclam, erster Vorsteher des Börsenvereins der Deutschen Buchhändler zu Leipzig. 1960 ging Becker in den Ruhestand.

## Ehrungen
- 1953 Held der Arbeit
- 1956 Ehrendoktor der Karl-Marx-Universität Leipzig
- 1961 Vaterländischer Verdienstorden in Silber[1]

## Publikationen
- Handwörterbuch des deutschen Volksbildungswesens. Breslau 1932.
- Ballade von Johnie Cock. Leipzig 1936.
- Zwischen Wahn und Wahrheit, Autobiografie. Berlin 1972.